# Digital Mystikz
Digital Mystikz são uma dupla de produtores de dubstep (formados por Mala e Coki – conhecidos como Malibu e Coke na adolescência) do subúrbio de South London em Norwood. Com Loefah e Sgt. Pokes, que formam o grupo ASBO (All Soundbwoy Out), eles operam a gravadora DMZ record label e promovem a casa noturna bimestral DMZ, no complexo de baladas Mass em Brixton, Londres. O Dj da BBC Radio 1 John Peel foi um dos primeiros apoiadores do Digital Mystikz, colocando-os em na edição 2004 de sua lista anual de 50 melhores, na 29ª posição. Estão entre os mais famosos nomes da cena.
No verão de 2008, Mala foi escolhido como atração principal do Festival Sonar em Barcelona. Em abril de 2011, ele viajou para Cuba com Gilles Peterson para produzir o segundo trabalho da série 'Havana Cultura' de Gilles. Enquanto ele gravava novo material com músicos locais, Mala começou a trabalhar em um novo álbum, Mala in Cuba, que foi lançado em setembro de 2012, Em 2015, a faixa "Ghosts" dele figurou na trilha sonora do jogo Grand Theft Auto V, mais precisamente na rádio WorldWide FM.

## DMZ

Logo da DMZ

A DMZ foi descrita como um dos dois eventos mais influentes do dubstep, ao lado de FWD>>, sua antecessora) e como sendo central para a cena".  O público da festa vem crescendo a cada edição desde a primeira, de março de 2005.  O primeiro aniversário da DMZ, quando uma fila de 600 pessoas forçou a casa a mudar o local da festa para uma sala de maior capacidade do complexo, foi citada como um marco na história do dubstep.  A DJ da BBC Radio 1 Mary Anne Hobbs, descobriu o gênero na DMZ. Panfletos de Croydon trazem o slogan "venha meditar no peso de um baixo".  Em 2005, um grupo de canções foi criado para tocar especificamente nos sistemas de som da casa.

## Discografia
| Data de lançamento | Gravadora             | Catálogo   | Artistas                                 | Título                                    | Formato        |
| ------------------ | --------------------- | ---------- | ---------------------------------------- | ----------------------------------------- | -------------- |
| 2004a              | Big Apple Records     | BAM 004    | Digital Mystikz                          | Pathways / Ugly                           | 12"            |
| 2004b              | Rephlex               | CAT 160 CD | Digital Mystikz, Loefah, Kode9           | Grime 2                                   | 12" / CD       |
| 2004c              | DMZ                   | DMZ 001    | Digital Mystikz & Loefah                 | Twisup                                    | 12" / Web      |
| 2004d              | DMZ                   | DMZ 002    | Digital Mystikz & Loefah                 | Dubsession                                | 12" / Web      |
| 2005a              | DMZ                   | DMZ 003    | Mala & Loefah                            | Da Wrath / Twisup (VIP Mixes)             | 12" / Web      |
| 2005b              | DMZ                   | DMZ 004    | Coki                                     | Officer / Mood Dub                        | 12" / Web      |
| 2005c              | DMZ                   | DMZ 005    | Digital Mystikz                          | Neverland / Stuck                         | 12" / Web      |
| 2005d              | DMZ                   | DMZ 006    | Loefah                                   | Root / The Goat Stare                     | 12" / Web      |
| 2006a              | DMZ                   | DMZ 007    | Digital Mystikz                          | Haunted / Anti War Dub                    | 12" / Web      |
| 2006b              | DMZ                   | DMZ 008    | Digital Mystikz                          | Ancient Memories                          | 12" / Web      |
| 2006c              | Soul Jazz Records     | SJR 134-12 | Digital Mystikz                          | Misty Winter / Conference                 | 12" / Web      |
| 2006d              | Soul Jazz Records     | SJR 135-12 | Digital Mystikz                          | Walkin' With Jah / Earth A Run Red        | 12" / Web      |
| 2006e              | Tectonic              | TEC008     | Digital Mystikz & Loefah                 | System / Molten                           | 12" / Web      |
| 2006f              | DMZ                   | DMZ 009    | Loefah                                   | Mud / Ruffage                             | 12" / CD       |
| 2006g              | DMZ                   | DMZ 010    | Mala                                     | Left Leg Out / Blue Notez                 | 12"            |
| 2006h              | Tempa                 | TEMPA 024  | Coki                                     | Tortured / Shattered                      | 12" / Web      |
| 2007a              | DMZ                   | DMZ 011    | Mala                                     | Bury Da Bwoy / Hunter                     | 12"            |
| 2007b              | Deep Medi Musik       | MEDI-03    | Coki & Loefah                            | Disko Rekah / All Of A Sudden             | 12" / Web      |
| 2007c              | Deep Medi Musik       | MEDI-04    | Mala                                     | Changes / Forgive                         | 12" / Web      |
| 2007d              | DMZ                   | DMZ 012    | Mala                                     | Lean Forward / Learn                      | 12"            |
| 2007e              | Not on label          | I&I001     | Mala                                     | Alicia                                    | 12"            |
| 2007f              | Not on label          | I&I002     | Mala                                     | In Luv                                    | 12"            |
| 2007g              | Big Apple Records     | BAM 009    | Coki                                     | Red Eye                                   | 12"            |
| 2007h              | DMZ                   | DMZ 013    | Coki                                     | Spongebob / The End                       | 12"            |
| 2007i              | Tempa                 | TEMPA 030  | Coki & Benga                             | Night                                     | 12" / CD       |
| 2007j              | Ringo Records         | RNG004     | Coki                                     | Mad Head / Bass                           | 12"            |
| 2008a              | Disfigured Dubz       | DIS002     | Digital Mystikz / Silkie                 | Shake Out Your Demons / Cyber Dub         | 12"            |
| 2008b              | Soul Jazz Records     | SJR 161-12 | Digital Mystikz & Kode9                  | Wait / Magnetic City                      | 12" / CD       |
| 2008c              | Sub Freq Recordings   | FREQ001    | Coki vs Chefal                           | Bloodthirst / Electro Bashment            | 12" / CD       |
| 2008d              | Soul Jazz Records     | SJR 172-12 | Digital Mystikz & Kode9                  | Thief In The Night / Stung                | 12" / CD       |
| 2008e              | DMZ                   | DMZ 014    | Coki                                     | Triple Six / Road Rage                    | 12"            |
| 2008f              | Deep Medi Musik       | MEDI-10    | Mala                                     | Miracles / New Life Baby Paris            | 12" / Web      |
| 2009a              | Dancing Demons        | DDEMON001  | Coki                                     | Square Off / Warlord Riddim               | 12"            |
| 2009b              | Ringo Records         | RNG008     | Johnny Clark VS Mala & Coki              | Sinners / Goblin                          | 12"            |
| 2009c              | Hyperdub              | HDBCD005   | Mala & Cooly G                           | 5 Years Of Hyperdub                       | CD / Web       |
| 2010a              | DMZ                   | DMZLP001   | Mala                                     | Return II Space                           | 12"            |
| 2010b              | Soul Jazz Records     | SJR 233-12 | Four Tet vs Mala                         | Nothing To See / Don’t Let Me Go          | 12" / Web      |
| 2010c              | DMZ                   | DMZ 021    | Digital Mystikz                          | Education / Horrid Henry                  | 12"            |
| 2010d              | DMZ                   | DMZLP002   | Coki                                     | Urban Ethics                              | 12" / CD / Web |
| 2010e              | Honest Jon's Records  | HJP54      | Moritz Von Oswald Trio & Digital Mystikz | Restructure 2                             | 12" / Web      |
| 2011a              | Tempa                 | TEMPA 055  | Coki                                     | Boomba                                    | 12" / Web      |
| 2011b              | Sum Ting New          | STN 002    | Cotti ft Badness & Coki vs Cotti         | Teen Wolf / Jugger-Nog                    | 12" / Web      |
| 2011c              | AWD                   | AWD001     | Coki                                     | Lucifer / Ruff Lovin'                     | 12"            |
| 2011d              | DMZ                   | DMZEP001   | Coki                                     | Don’t Get It Twisted                      | 12" / Web      |
| 2011e              | DMZ                   | DMZ 023    | Mala                                     | Eyez VIP                                  | 12"            |
| 2012a              | DMZ                   | DMZ 022    | Digital Mystikz                          | Marduk / Enter Dimensions                 | 12"            |
| 2012b              | AWD                   | AWD002     | Coki                                     | Duppy Soursop                             | 12"            |
| 2012c              | DMZ                   | DMZ 026    | Coki                                     | Haymaker / Revolution                     | 12"            |
| 2012d              | DMZ                   | DMZEP002   | Coki                                     | Don’t Get It Twisted Vol. 2               | 12" / Web      |
| 2012e              | Brownswood Recordings | BWOOD090LP | Mala                                     | Mala in Cuba                              | 12" / CD / Web |
| 2012f              | Don't Get It Twisted  | DGIT001    | Coki                                     | Bob's Pillow / Spooky                     | 12" / Web      |
| 2012g              | AWD                   | AWD003     | Coki                                     | Dry Cry (Soundboy)                        | 12"            |
| 2012h              | DMZ                   | DMZ 029    | Mala                                     | Stand Against War / Maintain Thru Madness | 12"            |
| 2013a              | Don't Get It Twisted  | DGIT002    | Coki & Blacks                            | Hold On Wait / Bedouins                   | 12" / Web      |
| 2013b              | Don't Get It Twisted  | DGIT004    | Coki                                     | Voodoo Dolls / Prototype                  | 12" / Web      |
| 2013c              | DMZ                   | DMZ 030    | Digital Mystikz                          | 2 Much Chat / Coral Reef                  | 12"            |
| 2014a              | AWD                   | AWD004     | Coki                                     | Demonator / Indian Girl                   | 12"            |
| 2014b              | Deep Medi Musik       | MEDi7001   | Mala                                     | I Wait, Pt. 2                             | 7" / Web       |
| 2014c              | Berceuse Heroique     | BH 0.5     | Loefah                                   | Woman / Midnight                          | 12"            |

### Aparições em outros lançamentos/coletâneas/mixes/shows
Faixas
- Mala – "City Cycle [Scientist Launches Dubstep Into Outer Space]"
- Mala – "Level Nine (Level 9)" [5 Years Of Hyperdub]"
- Mala – "Explorer [Modeselektion Vol.01]"
- Mala – "Expected [Hyperdub 10.1]"
- Coki & N-Type – "Debt [The Croydon Dubheadz]"
- Coki – "Ransom [Future Bass]"
- Coki – "Madman [Wheel & Deal Dubstep Vol.1]"
- Coki – "New Blood [Rinse 09, mixed]"
- Coki – "Not Today [Dubstep Allstars: Vol.05, mixed]"
- Coki – "Volvic [Dubstep Allstars: Vol.05, mixed]"
- Coki – "Chicken Bop [released as a freebie exclusively through XLR8R]"
- Coki & Chefal ft. Doctor – "Stages [Dubstep Allstars: Vol.07, mixed]"
- Digital Mystikz – "Give Jah Glory [Tempa Allstars Vol. 2]"
- Digital Mystikz – "Guilty (ft.Sgt Pokes)" [Box Of Dub]"
- Digital Mystikz – "Third One [Box Of Dub 2]"
- Digital Mystikz – "Heartless Ninja [Dubstep allstars vol 3, mixed]"
- Digital Mystikz – "Chaser [Dubstep allstars vol 4, mixed]"
- Digital Mystikz – "Clash [Dubstep allstars vol 4, mixed]"

Remixes:
Mala
- 2008 Skream – "Midnight Request Line [Skream!]"
- 2010 Grace Jones – "Love You To Life [Love You To Life]"
- 2011 Lee 'Scratch' Perry vs Digital Mystikz – "Like The Way You Should / Obeah Room (Mala Remixes)"
- 2011 King Midas Sound – "Earth A Kill Ya [Without You]"
- 2011 Sizzla – "One Love [Greensleeves Dubstep Chapter 1]"
- 2010 Andreya Triana – "A Town Called Obsolete [Ninja Tune XX: Volume 2]"

Coki
- 2007 Richie Spice – "Burning (Remix)"
- 2010 Badness – "Nightmare (Coki & Cotti Remix)" [Nightmare (Remixes)]"
- 2011 Busy Signal Featuring Mavado – "Badman Place [Greensleeves Dubstep Chapter 1]"
- 2011 Vybz Kartel – "Emergency [Greensleeves Dubstep Chapter 1]"
- 2011 Mavado – "Gangsta 4 Life (Weh Dem A Do)" [Greensleeves Dubstep Chapter 1]"
- 2012 Nneka"" – "My Home (Digital Mystikz Remix)"

DMZ
- 2006 Fat Freddy's Drop – "Cay's Crays (Digital Mystikz Version)" [Dub Versions]"